# Aphanocarpus
Aphanocarpus là một chi thực vật có hoa trong họ Thiến thảo (Rubiaceae).

## Loài
Chi Aphanocarpus gồm các loài: